# Șoapte (Star Trek: Deep Space Nine)
„Șoapte” este cel de-al 34-lea episod din serialul american de televiziune SF Star Trek: Deep Space Nine. Este al 14-lea episod din cel de-al doilea sezon.
Plasat în secolul al XXIV-lea, serialul urmărește aventurile de pe Deep Space Nine, o stație spațială situată în apropierea unei găuri de vierme stabile între cadranele Alfa și Gamma ale galaxiei Calea Lactee, în apropierea planetei Bajor. În acest episod, șeful de operațiuni al DS9, Miles O'Brien, suspectează o conspirație la bordul stației.

## Prezentare
Miles O'Brien pilotează o navetă prin gaura de vierme în drum spre sistemul Parada. Înregistrează un jurnal personal al evenimentelor recente:
Cu două zile în urmă, O'Brien s-a întors de la o întâlnire cu populația Parada pentru a discuta măsurile de securitate pentru viitoarele negocieri de pace. În dimineața următoare, s-a trezit și le-a găsit pe soția sa Keiko și pe fiica sa Molly îmbrăcate și luând micul dejun la ora 5:30 dimineața; ambele păreau ciudate și suspicioase în preajma lui.
În momentul prezentării la serviciu, O'Brien descoperă că un ofițer a început să lucreze la pregătirile de securitate fără el, aparent la ordinele comandantului Sisko. La scurt timp după aceea, i-a văzut pe Sisko și pe Keiko discutând între patru ochi pe Promenadă. Când a fost întrebat despre asta, Sisko a pretins că era îngrijorat de notele fiului său Jake din clasa lui Keiko, dar Jake i-a spus mai târziu lui O'Brien că notele sale erau bune.
La examenul fizic anual al lui O'Brien, doctorul Bashir l-a declarat apt pe O'Brien numai după o examinare prea lungă și invazivă. În plus, problemele pe care O'Brien fusese însărcinat să le rezolve păreau să fi fost intenționat concepute pentru a-l face să petreacă timp suplimentar pentru a le repara. Examinând jurnalele celorlalți ofițeri, O'Brien a descoperit că Sisko și ceilalți îi observau mișcările.
O'Brien l-a convins pe Odo să investigheze comportamentul suspect al celorlalți. Dar în curând, la o întâlnire în biroul lui Odo, Odo pare să se fi alăturat și el conspirației; Sisko, Bashir și maiorul Kira au sosit pentru a-l aresta și seda pe O'Brien. Acesta îi învinge pe ceilalți și fuge de pe Promenadă.
Prin intermediul conductelor de întreținere, O'Brien ajunge la naveta Rio Grande și evadează. L-a contactat pe amiralul Rollman pentru a-l avertiza că echipajul de comandă de pe Deep Space Nine se afla sub o influență ostilă, dar amiralul i-a ordonat să se întoarcă pe stație.
Aflat pe drumul spre sistemul Parada din Cuadrantul Gamma, O'Brien este urmărit de naveta Mekong. O'Brien scapă de urmăritori și se ascunde în spatele unei luni, apoi urmărește naveta Mekong până la Parada II. Acolo îi găsește pe Sisko și Kira împreună cu o pereche de rebeli paradan, care îi promit că explicația misterului din ultimele zile se află în spatele unei uși. Unul dintre paradani îl împușcă, iar când ușa se deschide, Bashir se află în spatele ei - împreună cu un alt O'Brien. Se dezvăluie că guvernul Paradan l-a răpit pe O'Brien și a creat o clonă care credea că este adevăratul O'Brien, dar care urma să-i asasineze pe rebeli la negocierile de pace.
În timp ce clona moare, el îi cere adevăratului O'Brien să-i spună lui Keiko că o iubește.